# Jeanne Dortzal
Jeanne Dortzal (1878-1943) est une actrice et poétesse française.

## Biographie
Jeanne-Françoise Thomasset naît à Nemours, (aujourd'hui Ghazaouet, wilaya de Tlemcen en Algérie), le 24 janvier 1878. Parmi ses souvenirs d'enfance, la promenade de Létang à Oran. 
Ramenée en France par Pierre Guédy (dont elle eut un fils prénommé Pierre), sa carrière d'actrice débute au Vaudeville. Elle étudia au Conservatoire -sans doute d'art dramatique- et aussi à l'Odéon. 
Jules Massenet met en musique certains de ses poèmes : « L'exquis poète Jeanne Dortzal aussi est un ami de ces félins aux yeux verts, profonds et inquiétants; ils sont les compagnons de ses heures de travail ! ». Dans Les versets du soleil en 1921, elle  « chante l'Algérie, ses paysages désertiques et ses villes, ses oasis et ses fleurs, la splendeur et la solitude de ses ciels, la rudesse ou la douceur voluptueuse de ses mœurs ». 
À partir de 1930 sa renommée s'arrête, et elle se consacre à l'écriture poétique. Le Mercure de France du 15 janvier 1935 évoque une vie de chagrins. Elle meurt à Viroflay le 14 décembre 1943, brisée par la mort de son fils Pierre (1896-1942),. 

### L'Heure bleue
Pierre Guédy fait de Jeanne l'héroïne de L'Heure bleue (coll. « La voie merveilleuse », Éditions Per Lamm Nilsson, 1898).

## Œuvres
- Vers sur le sable, 1901
- Vers l'infini, 1904
- Le jardin des dieux, 1908
- Sténio, pièce en 1 acte en vers, 1908
- Perce-neige et les sept gnomes, 1909
- Une bonne leçon, 1910
- Sur les toits bleus du soir, 1911
- Les Cloches de Port-Royal, 1912
- Les versets du soleil, 1921
- La croix de sable, 1927
- Le royaume du sable, 1929
- Le Credo sur la montagne, 1934